# Castricum
Castricum  est un village et une commune néerlandaise dans la province de la Hollande-Septentrionale.
Elle est constituée des villes/villages de Castricum, Akersloot, Bakkum, De Woude, Limmen.
Castricum est une ville touristique avec des plages, des dunes et le lac d'Alkmaar-Uitgeest.

## Histoire
Lieu d'une victoire du général français Guillaume Brune contre les Anglo-Russes le 4 octobre 1799.